# Tephros
El demonio Tephros aparece en el Testamento de Salomón, Libro considerado como el primero de los grimorios fue descrito como un espíritu maligno que trae la oscuridad y provoca incendios en los campos. Es "Un demonio de las cenizas", conjurado por Beelzeelbou (Belcebú) a instancias de Salomón. Puede ser invocado mediante los otros nombres que le son atribuidos: Tuphras o Tephras, Bultala o Bultalla, Thallel o Thallai y Melchal. Tephros no es considerado un "Demonio maligno" del todo. Cura la fiebre a través de una especie de ayuda, o poder, brindada por Azael. 